# Maxwell (unidad)
El maxwell (símbolo: Mx) es la unidad CGS (centímetro - gramo - segundo) de flujo magnético (Φ).
Su equivalente en el Sistema Internacional es el weber. 

## Historia
El nombre de la unidad hace honor a James Clerk Maxwell, quien presentó una teoría unificada de electromagnetismo. El maxwell fue recomendado como una unidad CGS en el Congreso Internacional Eléctrico llevado a cabo en 1900 en Paris. Esta unidad práctica fue, anteriormente, llamada un line, reflejando la concepción de Faraday de campo magnético como líneas curvas de fuerza magnética, las cuales él designó como líneas de inducción magnética. El Kiloline (103 line) y megaline (106 line) eran, a menudo, utilizadas, ya que 1 line era muy pequeña relativa al fenómeno en que era utilizado para medir.
El maxwell fue, de nuevo, afirmado unánimemente como el nombre de unidad para el flujo magnético en la Reunión Plenaria de la Comisión Electrotécnica Internacional (IEC) en julio de 1930 en Oslo. En 1933, el comité de la "Electric and Magnetic Magnitudes and Units" del IEC recomendó adoptar el  sistema metro - kilogramo - segundo (MKS)(Giorgi system), y el nombre weber fue propuesto para la unidad práctica de flujo magnético (Φ), sujeto a aprobación de varios comités nacionales, lo cual fue alcanzado en 1935. El weber fue así adoptado como una unidad práctica de flujo magnético por la IEC.

## Definición
El maxwell es una unidad no-SI.
1 Mx = 1 G * cm2 = 10−8 Wb
Esto es, un maxwell es el flujo total a través de una superficie de un centímetro cuadrado perpendicular a un campo magnético de fuerza de un gauss.
El weber es la unidad SI relacionada de flujo magnético, el cual fue definido en 1946.
1 Mx ≘ 10−4 T × (10−2 m)2 = 10−8 Wb